# Compensación (finanzas)
En banca y finanzas, el término compensación hace referencia a todas las actividades desde el momento en que se contrata una transacción hasta que se liquida. Este proceso convierte la promesa de pago (por ejemplo, en forma de cheque o solicitud de pago electrónico) en el movimiento real de dinero de una cuenta a otra. La existencia de cámaras de compensación permite facilitar esas transacciones entre los bancos.

## Descripción
En las operaciones financieras, la compensación es necesaria porque la velocidad de las operaciones es mucho más rápida que el periodo para completar la transacción subyacente. Implica la gestión de las exposiciones crediticias posteriores a la negociación y previas a la liquidación para garantizar que las operaciones se liquiden en conformidad con las normas del mercado, incluso si un comprador o un vendedor se declaran insolventes antes de la liquidación. Los procesos incluidos en la compensación son la presentación de estados financieros/supervisión, el margen de riesgo, la compensación de operaciones en posiciones individuales, la gestión tributaria y la gestión de quiebras.
Los sistemas de pago de importancia sistémica (SPIS o SIPS) son sistemas de pago que tienen la característica de que un fallo de estos sistemas podría poner en peligro el funcionamiento de toda la economía. En general, se trata de los principales sistemas de compensación de pagos o de liquidación bruta en tiempo real de los distintos países, pero en el caso de Europa, existen algunos sistemas de pago paneuropeos. TARGET2 es un SIPS paneuropeo que se ocupa de los principales pagos interbancarios. STEP2, gestionado por la Asociación Bancaria del Euro, es un importante sistema paneuropeo de compensación de pagos al por menor que tiene el potencial de convertirse en un SIPS. En los Estados Unidos, el Sistema de la Reserva Federal es un SIPS.

## Historia

### Compensación de cheques
El primer método de pago que requería la compensación fueron los cheques, ya que los cheques tendrían que ser devueltos al banco emisor para su pago.
Aunque muchas tarjetas de débito se giran contra cuentas corrientes, el depósito directo y los pagos electrónicos en puntos de venta se compensan a través de redes separadas del sistema de compensación de cheques.

### Compensación de valores
Era necesaria la compensación de valores para asegurar que se hubiera recibido el pago y se hubiera entregado el certificado de acciones físico. Esto causaba un retraso de unos pocos días entre la fecha de la operación y la liquidación final. Para reducir el riesgo asociado al incumplimiento de la entrega en la fecha de liquidación de la operación, un agente de compensación o una cámara de compensación a menudo se interponían entre las partes negociadoras. Las partes comerciales entregarían el certificado de acciones físico y el pago a la cámara de compensación, que a su vez se aseguraría de que se entregara el certificado y de que se completara el pago. Este proceso se conoce como entrega contra pago.
Durante el siglo XVIII, la Bolsa de Ámsterdam tenía estrechos vínculos con la Bolsa de Londres y ambas a menudo cotizaban valores de la otra. Para liquidar las operaciones, se necesitaba tiempo para que el certificado de acciones físico o el efectivo se trasladara de Ámsterdam a Londres y viceversa. Esto condujo a un período de liquidación estándar de 14 días, que era el tiempo que normalmente tardaba un mensajero en hacer el viaje entre las dos ciudades. La mayoría de las bolsas copiaron el modelo, que se utilizó durante los siguientes siglos. Con la llegada de la informática en las décadas de 1970 y 1980, hubo un movimiento para reducir los tiempos de liquidación en la mayoría de las bolsas, lo que llevó por etapas a un estándar actual de dos días, conocido como T+2.
Con la llegada de la liquidación electrónica y el paso a la desmaterialización de los valores, se necesitaban sistemas de compensación normalizados, así como depositarios, custodios y registradores de valores normalizados. Hasta ese momento, muchas bolsas actuaban como su propia cámara de compensación, pero los sistemas informáticos adicionales necesarios para gestionar grandes volúmenes de operaciones y la apertura de nuevos mercados financieros en la década de 1980, como el Big Bang de 1986 en el Reino Unido, llevaron a una serie de bolsas a separar o contratar las funciones de compensación y liquidación con organizaciones especializadas.
En algunos mercados financieros especializados, la compensación ya estaba separada de la negociación. Un ejemplo fue la London Clearing House (posteriormente rebautizada como LCH), que, desde la década de 1950, compensaba derivados y mercancías para varias bolsas de Londres.

### Compensación de derivados
Tras la crisis financiera de 2008, los líderes del G20 acordaron en la Cumbre de Pittsburgh de 2009 que todos los contratos de derivados estandarizados deberían negociarse en bolsas o plataformas electrónicas de negociación y compensarse a través de contrapartes centrales. Aunque algunos de los derivados ya se negociaban en bolsa y se compensaban, muchos de los derivados extrabursátiles que cumplían los criterios necesarios debían, por tanto, ser novados a las contrapartes centrales.